# Abe Tomođi
Abe Tomođi (阿部 知二, Abe Tomođi, 26. jun 1903 — 23. april 1973) bio je značajan japanski pisac i teoretičar modernizma. U prvom periodu svoje književne aktivnosti pripadao je "Školi nove umetnosti" i u svojim teorijskim radovima, kao većina modernista tog perioda, suprotstavljao se naturalizmu, koji se manifestovao u formi Ja-romana i proleterskoj književnosti. Osnovna tema njegovog književnog rada bio je duhovni život omladine. Njegov doprinos japanskoj književnosti nije se ogledao samo u jednoj oblasti aktivnosti, već u književnosti, prevodilačkoj, posebno u teorijskim radovima zbog kojih se smatra jednim od najznačajnijih teoretičara u periodu Šova.

## Detinjstvo i školovanje
Abe Tomođi rođen je 26. juna 1903. godine u mestu Jungo Mimasaku, prefektura Okajama, u porodici nastavnika srednje škole. Osnovno obrazovanje završio je u školi Joran, a srednju školu u Himeni i Nagoji, 1920. godine. Posle jednogodišnje pauze zbog bolesti, 1924. upisuje englesku književnost ba Tokijskom Univerzitetu, na kome je diplomirao 1927. godine.
Interes za književnost ispoljio je već u srednjoj školi, kada je počeo da piše poeziju – tanka koju je nastavio da piše i kasnije, objavljujući je u tokijskom časopisu ,,Kojukai-zaši", gde se upoznaje sa tanka pesnikom Šimagi Akihiko i polinje da se interesuje za rusku književnost, čitajući Tolstoja i Čehova.
Još kao student, 1925. godine pridružuje se grupi okupljenoj oko časopisa ,,Šumon", koji vodi Funabaši Seiići. Iste godine objavljuje u časopisu Šumon rad ,,Metaplasia" i esej ,,Duh Ispravljača". Sledeće godine prelazi u književnu grupu okupljenu oko časopisa ,,Aozora"(Plavo nebo, 1925 − 1927) koji su vodili Mijoši Tacuđi i Kađi Motođiro. Posle gašenja časopisa ,,Aozora", 1928. godine, pridružuje se zajedno sa Funabaši Seići, Ibuse Masuđi, Kon Hidemi, grupi oko časopisa ,,Bungei toshi". Paralelno sa književnim radom, odvija se njegova pedagoška aktivnost. Posle diplomiranja počinje da radi kao predavač na Univerzitetu Nihon.

## Književni rad
Hronologija njegovih književnih radova u periodu između dva rata obuhvata pripovetke i novele, teorijske radove – eseje i prevode poezije i proze, uglavnom sa engleskog govornog područja. Ceo ovaj period, od 1929. do 1941. godine, on intenzivno piše i štampa u nizu časopisa i u više izdavačkih kuća. Njegov prelazak iz jedne grupe u drugu književnu grupu, karakterišu, sa jedne strane kratak život pojedinih književnih grupa i časopisa, a sa druge strane, intenzitet književnog života u to vreme, jer se po raspadu jedne grupe odmah stvarala druga.
U toku 1929. godine u časopisu ,,Shi to Shiron" publikuje esej ,,Književna teorija intelektualizma", koji se kasnije štampa kao posebna knjiga, dok sledeće godine u časopisu ,,Šinćo"(Novi put), glasilu ,,Škole nove umetnosti"(Šinkogeiđucuha), objavljuje novelu ,,Japansko-nemačke atletske igre". Zapažljiv element Tomođijevog stvaralaštva je internacionalizam. On na inovativan način uvodi likove i događaje iz inostranstva, i to pre pojave modernista. Pošto se pridružio Školi nove umetnosti,piše više kratkih pripovedaka u stilu modernizma: ,,Oficir, ,,Ljubav i Afrika", i ,,Nežnost mora", koje su objavljene u zborniku ,,Šinkogeiđucuha-sošo" izdavačke kuće Šinćoša.
Za Bunka gakuin počinje da radi 1931. godine, gde su već radili Josano Akiko i Arišima Ikuma, dok sledeće godine sa Univerziteta Nihon prelazi na Univerzitet Meiđi, gde je postao predavač na Fakultetu književnosti. Po raspadu ,,Škole nove umetnosti", u oktobru 1933. godine prilazi književnoj grupi Kodo, koju organizuje Tanabe Moići, a sponzoriše Kinokunija. Za časopis književne grupe Kodo, koji određuje Funabaši, iste godine piše esej ,,Književnost i etika". Sledeće godine piše više eseja: ,,Realizam i istina" i ,,Književnost i telo" isto za časopis Kodo, dok kasnije objavljuje zbornik eseja pod nazivom ,,Studije književnosti" i kritičku biografiju američkog pisca Hermana Melvila, autora romana ,,Mobi Dik" u izdanju kuće Kenkjuša. U februaru 1935. godine piše za Kodo kratku priču ,,Pustoš", dok se po raspadu grupe Kodo u septembru iste godine, po povratku sa puta u Peking i Mandžuriju, pridružuje se grupi Bunhakaj, zajedno sa Funabaši Seičijem.
Svoje najznačajnije delo u međuratnom periodu, novelu ,,Mesto za zimovanje" Abe Tomođi objavljuje u časopisu Bungakukai od januara do oktobra 1936. godine da bi je kasnije izdavačka kuća Daići Šobo objavila u celini, kao knjigu. Iste godine Abe je objavio pripovetku ,,Iluzija", prevod poeme Persija Šelija, i esej ,,Pesme i ljubav". Novembra 1937. publikuje pripovetku ,,Sreća" i kritičku biografiju Džordža Bajrona. Iduće godine piše pripovetku ,,Peking", i objavljuje zbirku prevoda pesama Bajrona. Septembra iste godine počinje da radi na noveli ,,Vetar i sneg", koju kasnije objavljuje Nihon Hjoron, dok u decembru publikuje zbirku eseja ,,Radovi o teoriji književnosti".
Iduće godine, 1939. Abe Tomođi nastavlja sa intenzivnim radom. Piše pripovetku ,,Senke" za časopis Bungakukai, ,,Grad" i ,,Svetlost i senke" za Šinćošu, a prevod Šekspirovog komada ,,Kako Vam drago" štampa kuća Ivanami Bunko, dok krajem godine publikuje novelu ,,Vetar i sneg". Iduće godine podnosi ostavku u Bunkagakuin i počinje rad na prevodu kapitalnog dela Hermana Melivla ,,Mobi Dik". Delimični prevod izdaje 1940. godine, a poptuni izlazi posle rata u tri knjige, 1949. godine, 1950. godine i 1954. godine u izdanju kuće Ćikuma Šobo.
U toku rata radio je na Univerzitetu Hosei, jedan deo 1941. godine, a od 1943. dve sledeće godine na univerzitetu Tohoku. U međuvremenu boravio je kao novinar na Javi, Baliju i u Kini.
Posle rata on nastavlja da piše, prevodi dela engleske i američke književnosti, piše eseje, pripovetke, romane.
Prvi posleratni prevod je roman Agnes Smedli ,,Veliki put", koji je izašao 1955. godine. Ostali prevodi su izdati u prvoj polovini 60-tih godina. Godine 1960. objavljeni su: ,,Džejn Ejr" Šarlote Bronte, ,,Orkanski visovi" Emilije Bronte i ,,Alegorija" Viljema Foknera, dok su prevodi dela Samerseta Moma ,,Mesec i stoparac", Džejn Ostin ,,Gordost i predrasude" i Roberta Stivensona ,,Ostrvo s blagom" izdati 1961. i 1963. godine.
U okviru eseja Abe Tomođi prvo izdaje zbirku nastalu u toku novinarskog rada za vreme rata: ,,Izveštaj sa vatrenih ostrva Java i Bali" 1944. godine, a zatim nastavlja sa esejem iz oblasti teorije književnosti ,,Lirizam i izražavanje" 1948. godine, zbirkom eseja sa putovanja po Evropi ,,Zapisi sa puta po Evropi" 1951. godine i esejima sa društvenim temama koje piše 1955. godine na desetogodišnjicu bombardovanja Hirošime i Nagasakija: ,,Atomska bomba i književnost", ,,Otpor preziru prema ljudima", ,,Usred istorije". Krajem iste godine publikuje: ,,Kako čitati roman". Sredinom 60-tih godina vraća se na temu istorije književnosti i objavljuje ,,Savremeni tokovi svetske književnosti" 1963. godine, dok 1969. godine objavljuje razmišljanja ,,Filozofija iza prigovora svesti". Poslednja njegova zbirka i eseja ,,Književnost i život" izašla je 1971. godine, tri godine pre njegove smrti.
Svoja književna dela u posleratnom periodu, Abe Tomođi objavljuje od 1946. do 1973. godine kada mu posmrtno izlazi poslednji, nedovršeni roman.
Prve posleratne pripovetke ,,Zelene haljine" i ,,Cveće za smrt" izlaze 1946. godine, dok kasnije sukcesivno izlaze: zbirke priča ,,Crna senka" i ,,Zamak: Pisma iz zemlje" 1949. godine, novela ,,Veštački vrt" 1953. godine, na osnovu koje je 1954. snimljen film pod nazivom ,,Vrt žena", ,,Prozori sunca i meseca" 1959, roman ,,Bela kula" 1963. godine. Od 1963. do 1971. godine bavio se pedagoškom i društvenom aktivnošću, dosta je putovao. Avgusta 1971. godine počinje da piše svoje poslednje delo, roman ,,Zarobljenik". Krajem iste godine prenet je u bolnicu, da bi u maju 1971. počeo da diktira roman. Umro je 23. aprila 1973. godine. U junu iste godine izdavačka kuća Kavade Šobo objavila je njegov nedovršeni roman ,,Hošu".

## Spoljašnje veze
- Abe Tomođi na IMDB-u
- Izvori o Tomođiju na japanskom jeziku